# Janko Babnik
Janko Babnik (v krstno knjigo je vpisan kot Vabnik), slovenski pravnik, * 9. maj 1861, Ljutomer, † 21. december 1927, Ljubljana.

## Življenje in delo
Rodil se je očetu vrvarju Frideriku in materi Mariji (roj. Erjavec). Po končani gimnaziji v Mariboru je na Dunaju študiral pravo in 1884 tam tudi doktoriral. V sodni službi je bil v Ljutomeru, Ljubljani in Litiji, nato sodni pristav v Logatcu in od 1894 v Ljubljani. Leta 1898 je postal svetnik pravosodnega ministrstva na Dunaju. Po razpadu Avstro-Ogrske je v novi državi vodil reorganizaciji sodstva v Sloveniji, bil upravitelj beograjskega Ministrstva pravde v Ljubljani in prav tam v letih 1922−1927 predsednik Višjega deželnega apelacijskega sodišča. Napisal je delo o najstarejši slovenski pravni zgodovini, ki ga je objavil že kot študent in je bilo dolga leta edini pregled te snovi v Sloveniji. Ukvarjal pa se je med drugum tudi s pravno terminologijo in bil urednik strokovnega lista Slovenski pravnik.